# بودیتیتسه
بودیتیتسه (به چکی: Budětice) یک منطقهٔ مسکونی در جمهوری چک است که در ناحیه کلاتووی واقع شده‌است. بودیتیتسه ۱۳٫۴۹ کیلومتر مربع مساحت و ۳۰۵ نفر جمعیت دارد و ۴۹۵ متر بالاتر از سطح دریا واقع شده‌است.